# 亚历山大·麦卡洛克
亚历山大·麦卡洛克（英語：Alexander McCulloch，1887年10月25日—1951年9月5日），英国男子赛艇运动员。他曾代表英国参加1908年夏季奥林匹克运动会赛艇比赛，获得男子单人双桨银牌。